# Pelseneeria thurstoni
Pelseneeria thurstoni is een slakkensoort uit de familie van de Eulimidae. De wetenschappelijke naam van de soort is voor het eerst geldig gepubliceerd in 1936 door Winckworth.